# Résistance philippine à l'occupation japonaise

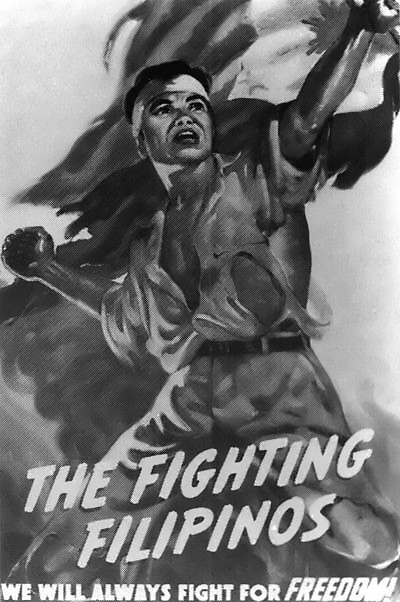
Affiche de propagande soutenant la résistance aux Philippines.

La résistance à l’occupation japonaise a existé aux Philippines de 1942 à 1945 durant la Seconde Guerre mondiale. Cette résistance composée de réseaux clandestins et de mouvements de guérilla a agi contre l’armée et la police militaire (Kempeitai) japonaises, ainsi que les collaborateurs philippins (Makapili). Les historiens estiment qu’environ 260 000 personnes ont rejoint la guérilla, et que les autres organisations de résistance clandestines comptaient probablement encore plus de membres. Leur efficacité a été reconnue depuis, car l’armée japonaise n’avait le contrôle effectif que de douze des quarante-huit provinces de l’archipel vers la fin de la guerre.
Quelques unités de la résistance ont été officiellement incluses dans l’armée régulière ou la gendarmerie des Philippines. Après-guerre, le dossier épineux des indemnités promises aux vétérans philippins par les États-Unis, puis annulées dès 1946, n’est résolu qu’en 2009.

## Contexte
Le Japon impérial est lancé depuis le début du XXe siècle dans une politique expansionniste en Asie orientale marquée notamment par la colonisation de Taiwan (1895) et de la Corée (1910) ainsi que l’invasion de la Mandchourie en 1931. Le Japon s’est de plus allié avec l’Allemagne nazie et l’Italie fasciste en septembre 1940, formant l’Axe Rome-Berlin-Tokyo. C’est dans ce contexte que l’empire du Japon entre dans la Seconde Guerre mondiale le 7 décembre 1941 par l’attaque-surprise de la base américaine de Pearl Harbor dans le Pacifique,. Les historiens japonais placent aussi ces événements dans ce qu’ils appellent la « guerre de Quinze Ans », faisant débuter le conflit à l’invasion de la Mandchourie en 1931.
L’attaque de Pearl Harbor a pour but de limiter les capacités américaines à s’opposer à l’expansion du Japon en Asie du Sud-Est, où les puissances occidentales possédaient de nombreuses colonies. Immédiatement après l’attaque, le Japon débute l’invasion des Philippines, à l’époque le Commonwealth des Philippines sous domination américaine. Quarante-trois avions bombardent Tuguegarao et Baguio, puis les forces japonaises débarquent sur l’île de Batan. Le général Masaharu Honma estime le 17 décembre 1941 que les éléments de l’armée de l’air américaine stationnés aux Philippines ont été détruits. Manille, la capitale, est occupée dès le 2 janvier, et le gros des forces combinées américaines et philippines, alors appelées l’United States Army Forces in the Far East ou USAFFE et commandées par le général Douglas MacArthur, est encerclé dans la péninsule de Bataan le 9 janvier. D’autres attaques japonaises réussissent en avril à Cebu et Panay, et les forces de l’USAFFE prises au piège à Bataan se rendent le 9 avril ou se replient sur l’île Corregidor. MacArthur a déjà évacué les lieux pour rejoindre Mindanao puis l’Australie, où il est nommé commandant suprême des forces alliées de la Zone Pacifique Sud-Ouest. Le général Jonathan M. Wainwright, qui succède à MacArthur, se rend finalement le 6 mai à Corregidor. Le général William F. Sharp, à la tête des forces du sud et du centre de l’archipel (Visayas et Mindanao), se rend dans la foulée.
La défaite est marquée par la marche de la mort de Bataan, un crime de guerre durant lequel 70 000 à 85 000 prisonniers américains et philippins ont dû rejoindre à marche forcée le camp d’internement O’Donnell. Bien qu’il soit difficile d’estimer le nombre de victimes en raison des évasions et des combats toujours en cours, les estimations vont de 6 000 à 23 500.

## Résistance à Luzon

### USAFFE et guérilla

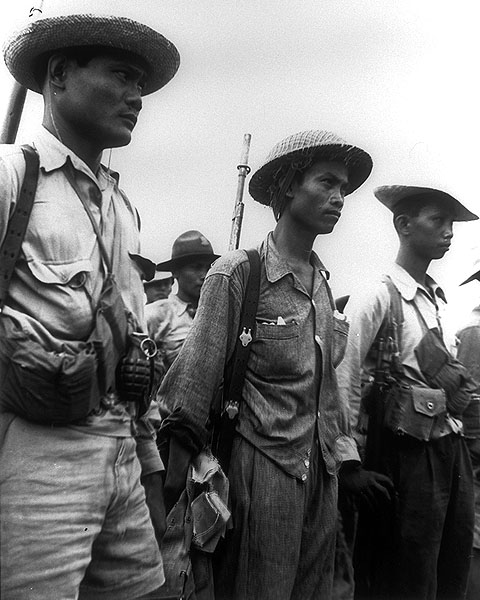
Guérilleros du capitaine Pajota à Cabanatuan.

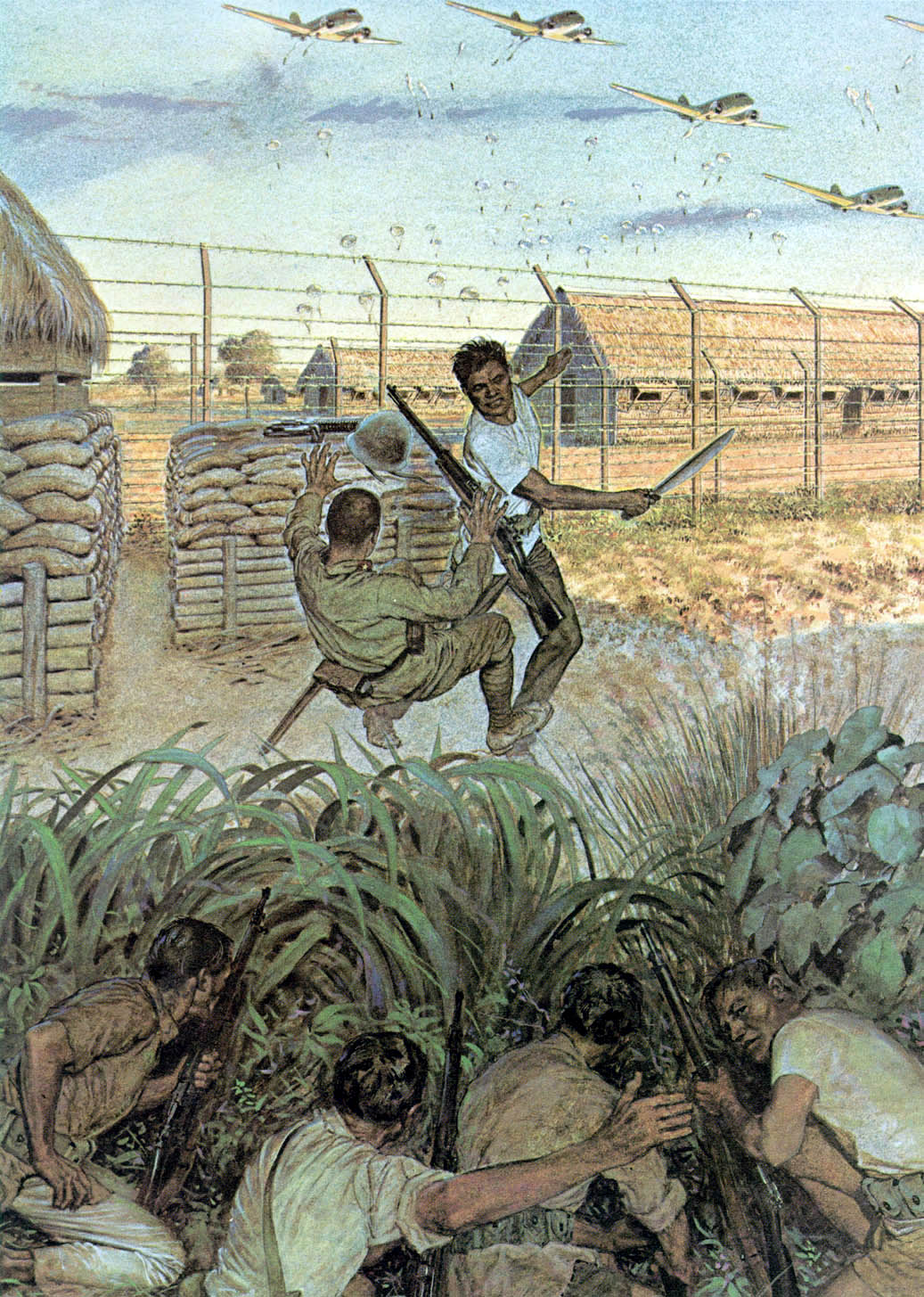
Peinture d’un guérillero assaillant un soldat japonais avec un couteau bolo lors du raid à Los Baños.

Après les défaites de Bataan et Corregidor à Luzon, la plus grande île du pays située au nord, de nombreux éléments toujours fidèles à l’USAFFE qui ont pu s’échapper s’organisent en mouvements de guérilla dans les montagnes. Parmi les principaux groupes figure l’unité de Ramon Magsaysay à Zambales, à l’origine chargée du ravitaillement et du renseignement dans l’USAFFE. Après la reddition, Magsaysay forme un groupe clandestin qui compte jusqu’à dix mille guérilleros. Un autre exemple réside dans le groupe Hunters ROTC qui agit dans le sud de Luçon et autour de Manille. Ce groupe est créé après la dissolution de l’académie militaire des Philippines au début de la guerre, le cadet Terry Adivoso décidant alors de recruter des combattants pour mener des actions de guérilla contre l’occupant,. Cette unité a pu, lors de la reconquête en 1944, fournir des renseignements aux forces de libération alliées et prendre part à de nombreuses batailles, comme le raid à Los Baños. Le groupe est aussi connu pour l’attaque menée par Miguel Ver contre l’Union College de Manille afin de se saisir d’armes (des fusils Lee–Enfield). Au début, les Hunters œuvrent aussi à éliminer les espions japonais avec l’aide d’un autre groupe de résistants, Marking’s Guerrillas.
D’autres groupes s’illustrent durant la guerre. Parmi eux figurent les Wa Chi, un groupe composé spécifiquement de Philippino-Chinois et d’immigrés chinois. Ce groupe qui compte dans les 700 membres vise à contrer les exactions japonaises commises contre la communauté chinoise sur l’Archipel. Les Wa Chi sont aidés par les Américains ainsi que les populations locales. À Nueva Ecija, les guérilleros menés par Juan Pajota et Eduardo Joson participent au raid de Cabanatuan aux côtés de soldats des U.S. Rangers et des Alamo Scouts. Pajota et ses hommes ont reçu la Bronze Star pour leur aide. Les Blue Eagles se sont spécialisés dans le contrespionnage, le déminage et le repérage de snipers ennemis.
En juillet 1942, le commandement militaire suprême Allié pour la zone du Pacifique Sud-Ouest apprend l’existence de ces mouvements de résistance via des contacts radio. Avant fin 1942, des messages sont envoyés jusqu’en Australie, confirmant l’existence de la résistance. En décembre 1942, le commandement de la zone Pacifique Sud-Ouest envoie le capitaine Jesús A. Villamor aux Philippines pour entrer en contact avec les guérilleros,. Villamor développe un réseau de renseignement clandestin qui possède de nombreux contacts, jusque parmi le gouvernement collaborateur. En parallèle, l'Allied Intelligence Bureau est chargée de l’envoi de personnels et de moyens aux Philippines pour soutenir la résistance,.

### Résistance communiste
Constitué en mars 1942, le Hukbalahap regroupe les partisans communistes des Philippines, communément surnommés les Huks. Hukbalahap est la contraction de Hukbo ng Bayan Laban sa mga Hapon, soit, en tagalog, Armée populaire contre les Japonais. Leur slogan est alors « Antijaponais avant tout ». Le groupe est dirigé par un comité militaire dont la fonction est de planifier les opérations de guérilla, mais aussi la révolution communiste après la guerre. Luis Taruc, paysan de Pampanga et meneur communiste, est élu à la tête du comité, ce qui lui a valu son surnom d’« El Supremo ». Au début, le Hukbalahap, constitué de cinq cents hommes répartis en cinq unités, échange des armes avec les militaires philippins en fuite contre des vêtements civils. Le recrutement de partisans est initialement plus lent qu’escompté, en raison de l’attractivité des groupes affiliés à l’USAFFE qui bénéficient de meilleures armes, de chefs formés à la guerre et d’une plus large reconnaissance. Malgré le manque de soutien et d’armement, le Hukbalahap participe avec efficacité à la guérilla et recrute progressivement jusqu’à 15 000 hommes bien entraînés. Outre les Japonais, les partisans attaquent aussi d’autres groupes non communistes.

### Représailles
Les représailles japonaises contre la guérilla à Luzon sont intensives et brutales. L’armée, le Kempeitai et la collaboration chassent sans relâche les guérilleros et leurs soutiens civils. À titre d’exemple, Wenceslao Vinzons, qui commande une unité de guérilla du côté de Bicol, est torturé après avoir été trahi. Il ne cède cependant pas sous la torture, refusant de livrer des informations sur son groupe, si bien que les Japonais assassinent son père, sa sœur, sa femme et ses deux enfants,.

## Résistance dans les Visayas

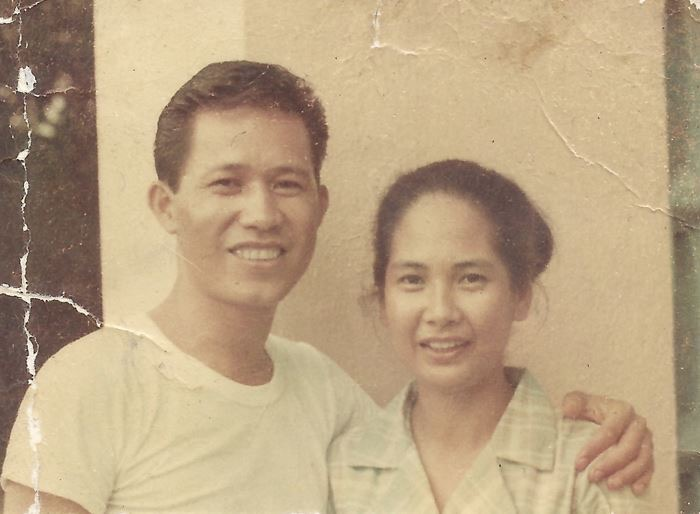
Nieves Fernandez (à droite), ancienne institutrice et seule femme à la tête d’un groupe de guérilla, opérant à Tacloban.

Divers groupes de guérillas opèrent dans les Visayas, les îles centrales des Philippines. Tout comme à Luçon, nombre de ces groupes sont entraînés au tout début de la guerre par les Américains pour résister à l’invasion japonaise. Après la reddition de l’USAFFE, ces groupes continuent à résister.
Le principal commandant à Leyte est Ruperto Kangleon, un ancien soldat. Il parvient à s’échapper lors de la défaite de 1942 pour créer un front de guérilla uni à Leyte. Ses hommes, appelés l’Armée noire, repoussent avec succès les forces japonaises du centre de Leyte, puis des côtes sud. Kangleon récolte aussi du renseignement pour les groupes de résistance américains comme celui de Wendell Fertig, et aide lors du débarquement et de la bataille de Leyte. La guérilla à Leyte aide aussi beaucoup les populations civiles. Remedios Felias rapporte dans son périodique que les guérilleros ont sauvé de nombreuses jeunes filles destinées à être violées par les soldats japonais. Felias raconte aussi la victoire de la résistance lors de la bataille de Burauen qui permet de sauver de nombreuses vies.
Ancienne institutrice, Nieves Fernandez constitue un groupe de guérilleros Waray qui combat les Japonais vers Tacloban sur l’île de Leyte. Réputée pour son talent au tir, elle forme intensivement ses hommes au combat. Son groupe de seulement 110 hommes parvient à abattre quelque 200 Japonais, si bien que sa tête fut mise à prix par l’armée japonaise à 1 000 000 pesos.
Une des réussites les plus remarquées de la guérilla dans les Visayas est l’interception des plans japonais de l’opération Z par des guérilléros de Cebu menés par le lieutenant-colonel James M. Cushing en mars 1944,. Ces plans contenaient des informations vitales sur les plans et les forces de la Marine impériale. Ils sont interceptés à la suite du crash de l’avion de l’amiral Mineichi Koga à San Fernando. Koga est tué dans le crash, mais douze militaires japonais de haut rang survivent et sont capturés par les guérilleros, dont le vice-amiral Shigeru Fukudome,. Les Japonais recherchent impitoyablement ces plans et les prisonniers, brulants villages et brutalisant la population civile. Les guérilleros sont forcés de relâcher leurs captifs pour faire cesser les exactions, mais Cushing parvient à livrer les plans secrets à un sous-marin allié. Ces plans permirent à MacArthur d’adapter ses projets pour la campagne des Philippines et la bataille de la mer des Philippines.
Outre les activités de guérillas, la résistance participe activement à la libération des îles en 1944. En particulier, les hommes de Cushing et de Basilio J. Valdes participent à la bataille de Cebu, puis capturent le major-général Takeo Manjome et ses 2 000 soldats. Macario Peralta et ses hommes aident à la reprise de la piste de décollage de Tiring et de l’aérodrome du district de Mandurriao à Iloilo durant la bataille des Visayas. Le major Ismael Ingeniero, qui commande la guérilla à Bohol, est crédité de la libération de l’île au prix de seulement sept de ses hommes.

## Résistance Moro à Mindanao

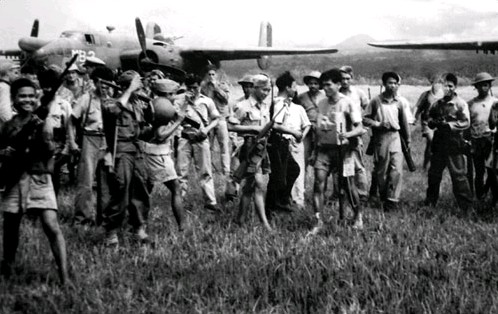
Guérilleros accueillant les Américains à Mindanao en 1945.

Pour les Moros établis principalement à Mindanao au sud du pays, qui luttaient contre la domination américaine d’avant-guerre, le Japon constitue une nouvelle menace pour leur religion et leur culture. Plusieurs chefs locaux se rebellent donc contre l’occupation, sans pour autant renoncer au nationalisme Moro, dont le sultan Jainal Abirin de Sulu, le sultan du peuple Tausūg, ou encore Salipada Pendatun qui dirige la confédération des sultanats de Lanao. En outre, le chef Gumbay Piang mène un bataillon de rebelles nommés Moro-Bolo, composé d’environ 20 000 hommes, tant musulmans que chrétiens. Comme le nom du bataillon le suggère, ces hommes sont reconnaissables par leur long couteau appelé bolo ainsi que leur kriss.
Le chef Busran Kalaw est approché par le major Hiramatsu qui l’incite à collaborer. Son refus pique tant Hiramatsu qu’il dépêche un détachement militaire sur place. Peine perdue, Kalaw et ses troupes massacrent les Japonais jusqu’au dernier,.
Il faut aussi compter avec les Juramentado, des rebelles qui ont lutté contre toutes les forces étrangères à Mindanao, qu’elles soient espagnoles, américaines ou philippines. Ils mettent leur expérience en matière de guérilla au service de la résistance, tant par des escarmouches que par des attaques-suicides. Les Japonais répliquent en assassinant des civils et en détruisant leurs biens.
Les Moros n’étaient affiliés ni aux Américains, ni aux Philippins, et refusent largement leur aide. Souvent, ils attaquent même sans discernement tout étranger, d’où qu’il vienne. Le chef Kalaw clamait d’ailleurs haut et fort combattre tant Japonais qu’Américains et Philippins. Les Moros ont été tenus responsables de divers crimes durant la guerre, comme des exactions commises contre des immigrants civils japonais établis de longue date dans le pays. Les Américains saluaient cependant l’efficacité des Moros. Un prisonnier de guerre américain, Herbert Zincke, rapporte notamment dans son journal secret que les soldats japonais étaient effrayés par les Moros et évitaient tout contact avec eux. Lors de la reconquête, le capitaine Edward Kraus s’appuie sur les Moros en leur suggérant un plan pour capturer une base aérienne à Lanao. Le chef Pino coupe les oreilles de tous les Japonais, car le colonel Fertig lui avait promis une balle et 20 centavos pour chaque paire d’oreilles.

## Épilogue et bilan
« Donnez-moi dix mille Philippins et je conquerrai le monde! »

— Général Douglas MacArthur dans son autobiographie,.
Les historiens estiment que résistance philippine a été particulièrement efficace. En effet, les Japonais ne contrôlent effectivement que douze des quarante-huit provinces du pays vers la fin de la guerre. La plupart des provinces de Mindanao avaient déjà été libérées bien avant la reconquête américaine, ainsi que plusieurs îles majeures des Visayas comme Cebu, Panay et Negros. Ailleurs, les guérilleros conservent l’espoir que les Américains reviendraient les aider, et se battent tant pour résister aux Japonais que pour préparer leur retour. Ils furent ainsi d’une grande aide lors de la reconquête du pays.
Après la guerre, les gouvernements philippins et américains reconnaissent officiellement quelques-unes des unités ou des soldats qui ont combattu contre le Japon. Cette reconnaissance n’est accordée qu’avec parcimonie : seuls 277 groupes la reçoivent sur plusieurs milliers de demandes, soit 260 715 combattants pour près de 1,3 million de requérants. Cette reconnaissance ne concerne que les hommes ayant servi pour le Commonwealth, excluant donc, entre autres, les communistes et les Moros. Entre 8 000 et 10 000 résistants clandestins ont perdu la vie, et au total, plusieurs dizaines de milliers de combattants philippins sont morts durant la guerre.
En ce qui concerne les vétérans, la loi américaine G.I. Bill prévoit des indemnités pour tous ceux ayant servi sous le drapeau américain, sans distinction de race, couleur ou nationalité. Cependant, le Rescission Act voté en 1946 annule entièrement ces indemnités (à l’exception des blessés sérieux ou handicapés) pour les seules Philippines, pourtant un Commonwealth américain durant la guerre. Les raisons avancées par les universitaires, journalistes et associations pour expliquer le Rescission Act varient : coût trop important des indemnisations, imminence de l’indépendance des Philippines auxquelles incomberaient la charge des anciens combattants, voir tendance américaine à la discrimination et au racisme dans le contexte de l’époque,,,,. En réponse, les Philippino-Américains et les vétérans cherchèrent activement la reconnaissance de leur droit. La situation évolue avec l’initiative du représentant Colleen Hanabusa qui soumet un texte de loi visant à offrir une Congressional Gold Medal aux vétérans philippins en 1998. Le texte fut transmis au United States House Committee on Financial Services et au United States House Committee on House Administration, et aboutit en 2016. Ces divers efforts aboutissent finalement en 2009 avec le Filipino Veterans Fairness Act ; les vétérans philippins sont alors éligibles à une somme forfaitaire et unique pour leur service (15 000 US$ pour les citoyens américains, 9 000 US$ pour les autres vétérans philippins). Au 1er août 2013, 18 698 demandes ont été approuvées sur environ 43 000 dossiers, selon le Los Angeles Times. Le gouvernement philippin a par ailleurs accordé des compensations pour les guérilleros.
Wendell Fertig, Russell W. Volckmann et Donald Blackburn ont utilisé l’expérience gagnée au contact des guérilleros philippins pour établir ce qui deviendra les forces spéciales américaines,,.

## Culture
La résistance philippine a été représentée au cinéma. Aux Philippines, des films comme Yamashita: The Tiger's Treasure, Gatas... Sa dibdib ng kaaway, Panaghoy sa Suba, et Aishite Imasu 1941: Mahal Kita portent sur l’occupation et la résistance. Aux États-Unis, les films ou documentaires sur le sujet incluent Retour aux Philippines, Back Door to Hell, Guérillas, Une fille dans la bataille ou encore Le Grand Raid,,. Le cinéma japonais s’empare aussi du thème avec Feux dans la plaine.

## Mémoire
De nombreux mémoriaux et monuments ont été érigés aux Philippines en hommage aux résistants, dont le Filipino Heroes Memorialà Corregidor, le Luis Taruc Memorial à San Luis, une statue de bronze d’un guérillero à Corregidor, le Balantang National Shrine à Jaro (Iloilo) en hommage au 6th Military District qui libéra les provinces de Panay, Romblon et Guimaras, et le NL Military Shrine and Park à La Union. Le Libingan ng mga Bayani (« cimetière des héros ») accueille un monument à la mémoire des nombreux guérilleros morts anonymement durant l’occupation.

## Annexe